# Плаужу (озеро, Кейпенская волость)
Пла́ужу (устар. Плауде, Плауше; латыш. Plaužu ezers) — эвтрофное озеро в Кейпенской волости Огрского края Латвии. Относится к бассейну Даугавы.
Располагается в 4 км к востоку от Кейпене у Кейпенского вала на Мадлиенской покатости Среднелатвийской низменности. Уровень уреза воды находится на высоте 106,4 м над уровнем моря. Озёрная котловина овальной формы. Акватория вытянута в направлении восток — запад на 1,6 км, шириной — до 0,6 км. Площадь водной поверхности — 95,6 га. Средняя глубина составляет 4,1 м, наибольшая — 8,5 м, достигается в юго-западной части озера. Подвержено зарастанию. Восточные берега низкие, торфянистые. Дно ровное, в прибрежье — песчаное, в центральной части — илистое. Площадь водосборного бассейна — 11,4 км². Впадает два ручья. Сток идёт на север в реку Маза-Югла.